# 카스텔고프레도

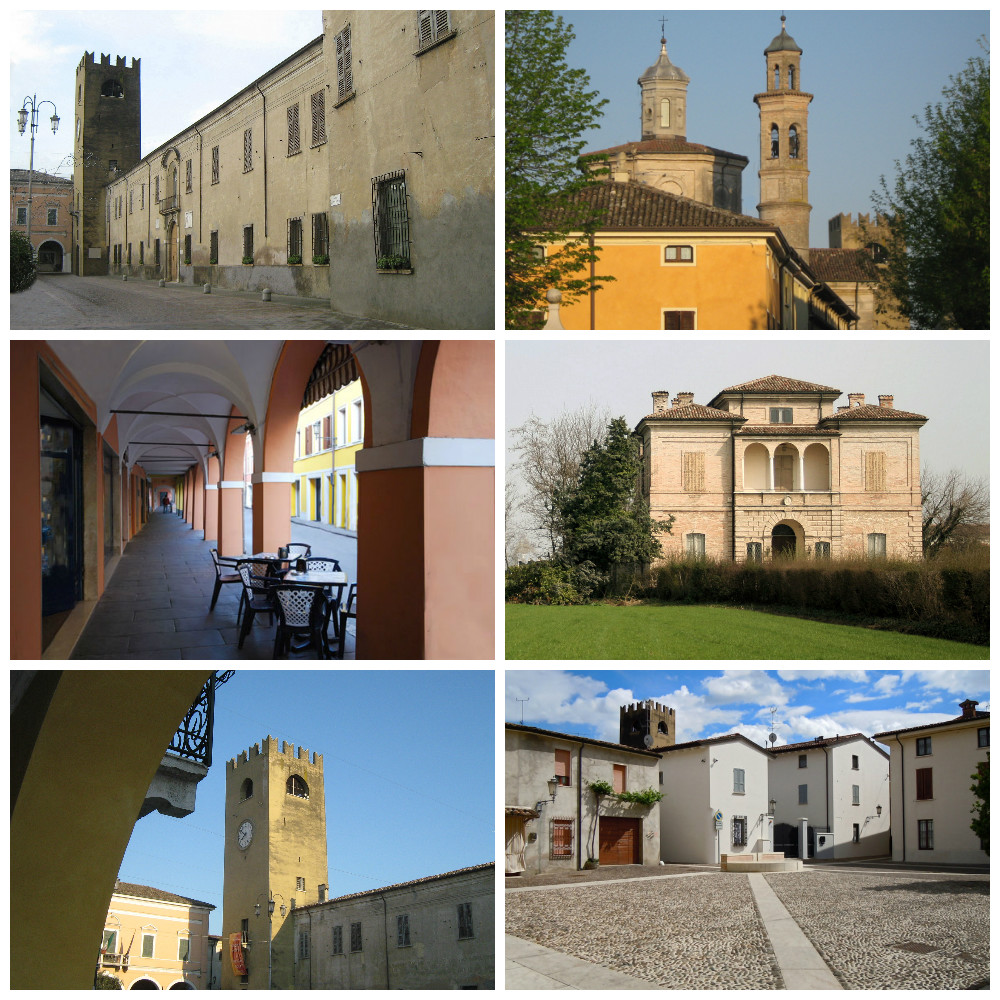

카스텔고프레도(Castel Goffredo)는 이탈리아 북부 롬바르디아주 만토바도의 코무네이다. 브레시아에서 조금 더 멀고 만투아에서 35킬로미터 떨어진 곳에 위치한다.
청동기 시대부터 거주하던 지역에서 세워진 카스텔 고프레도는 19세기부터 1115년까지 브레시아 백작 주교에 속하였다가 1115년에 코무네가 세워졌다.

## 갤러리

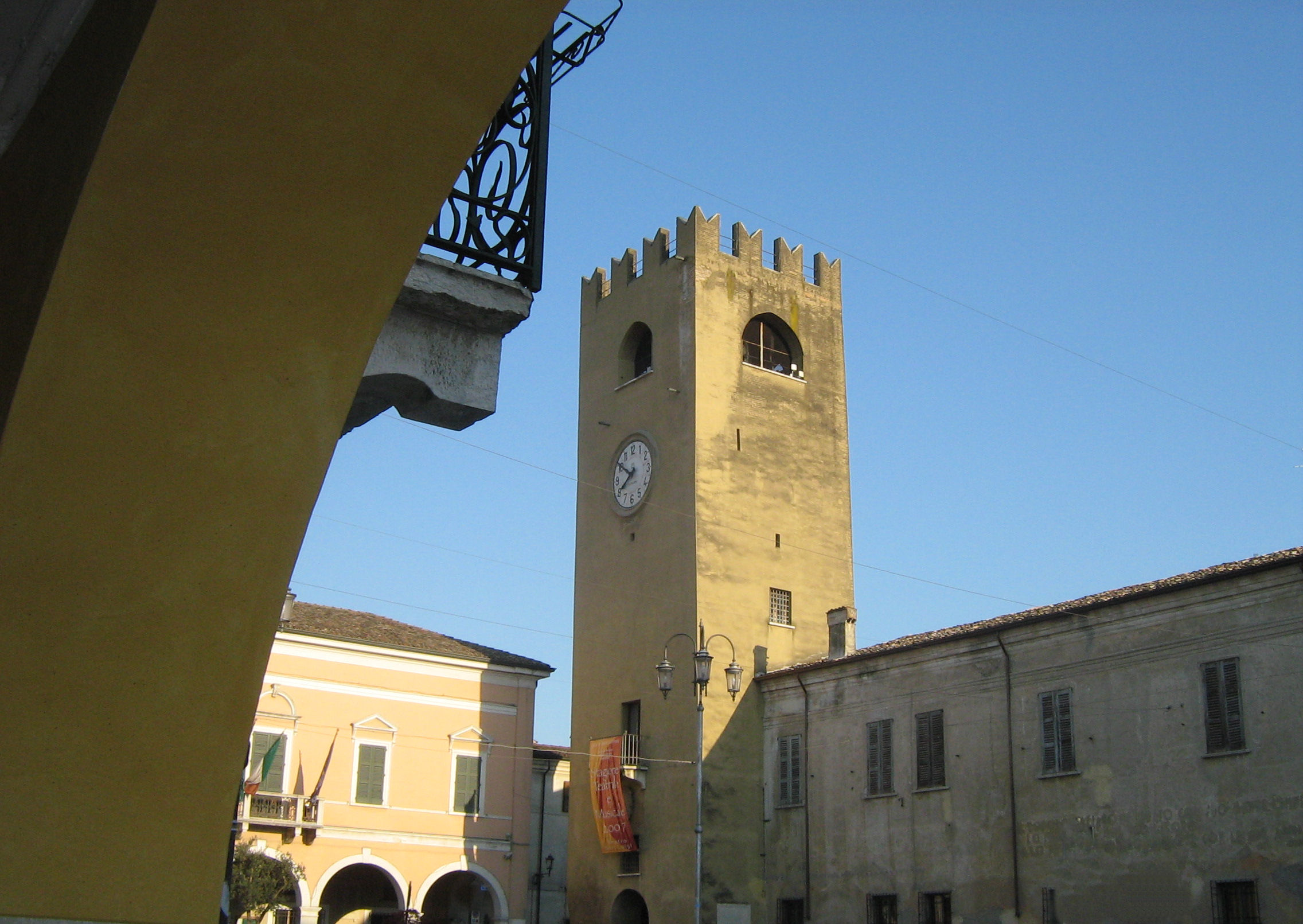
마치니 광장
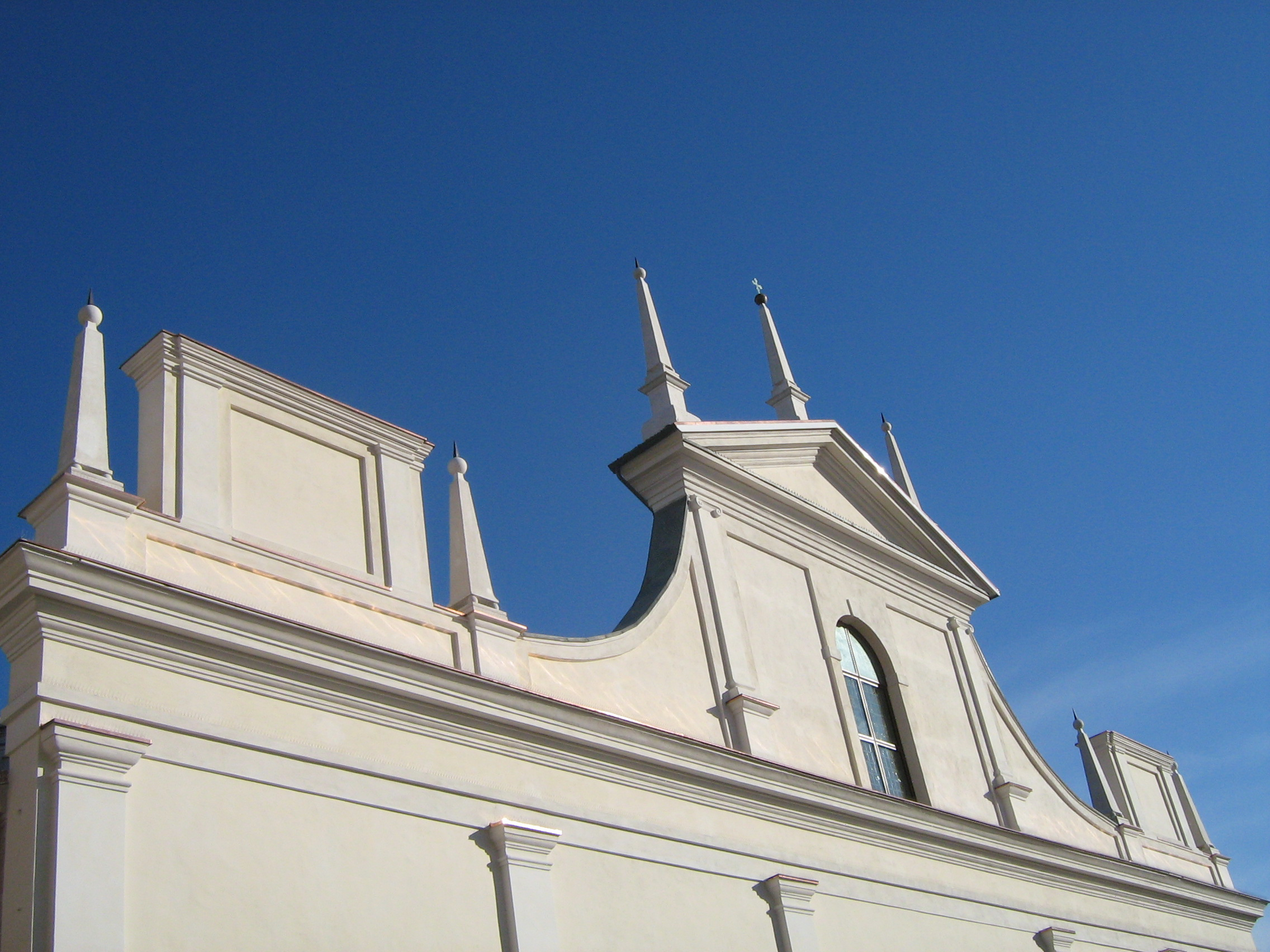
St. Erasm 교회
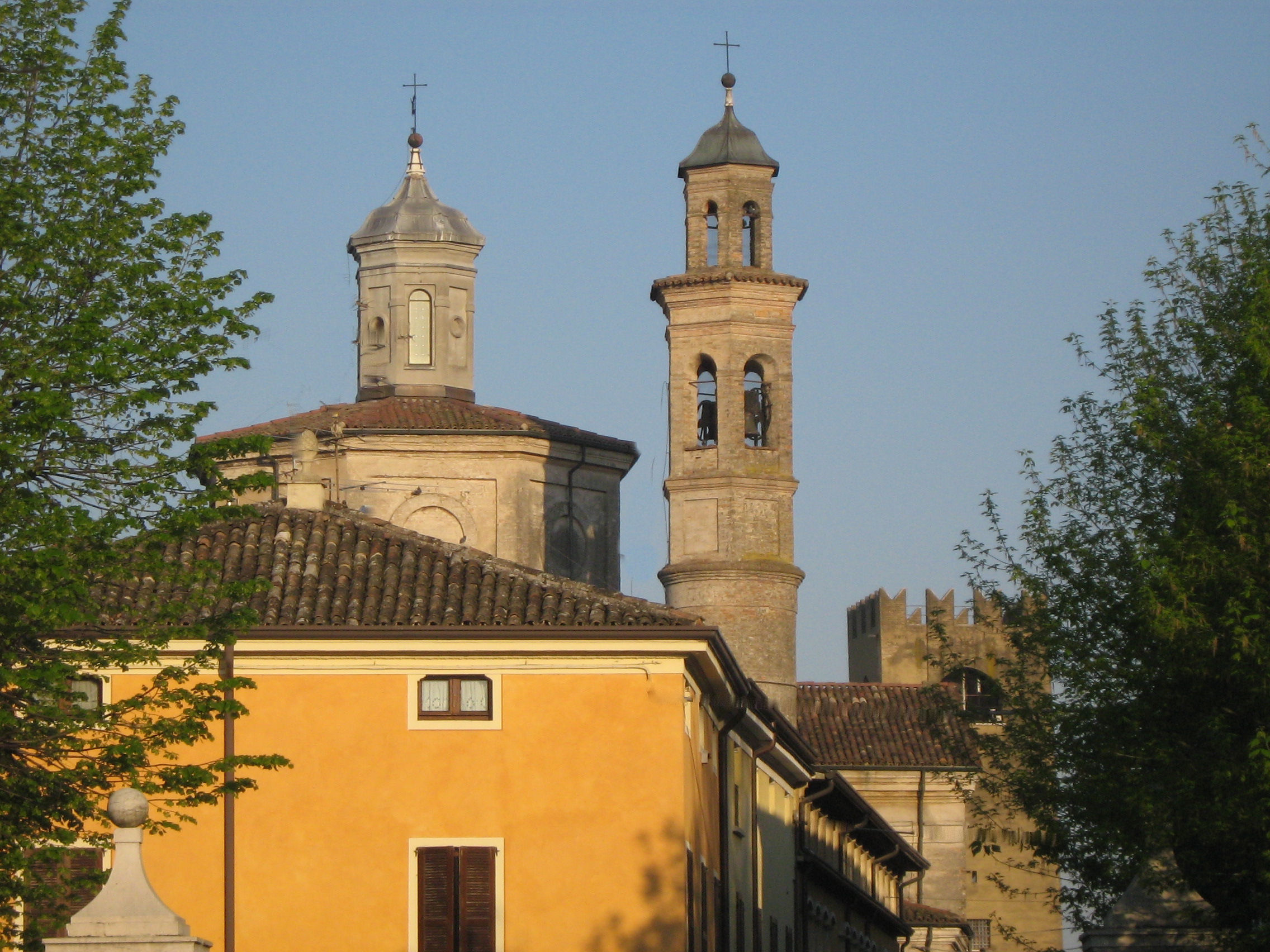
입구
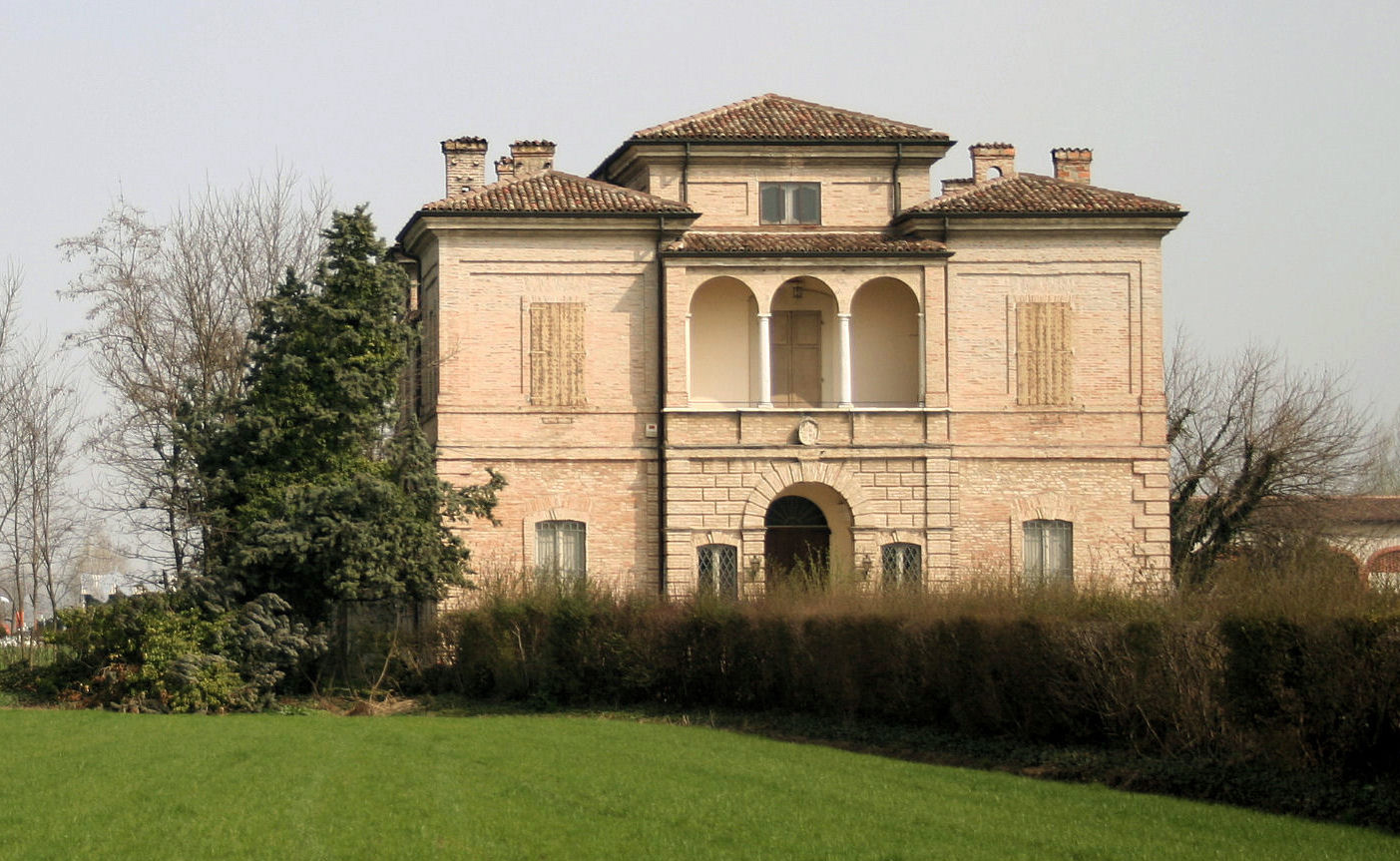
빌라 건물
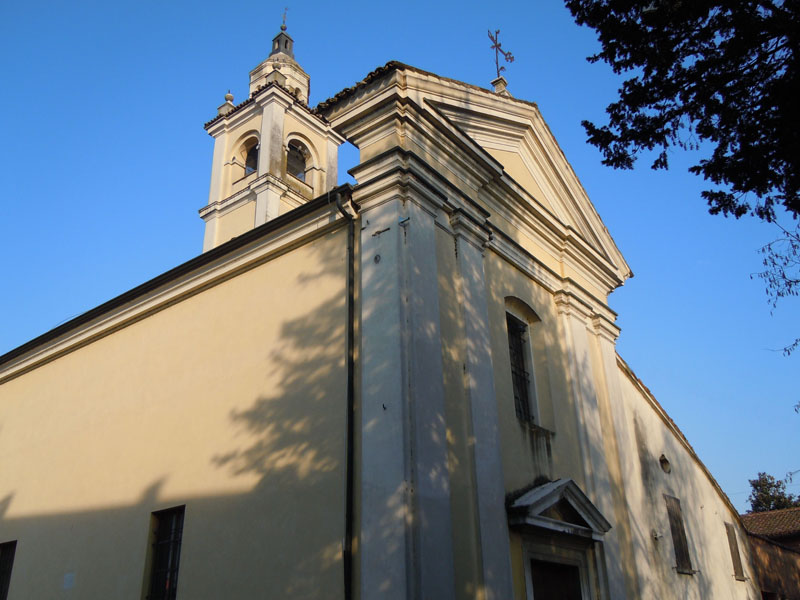
Disciplini church
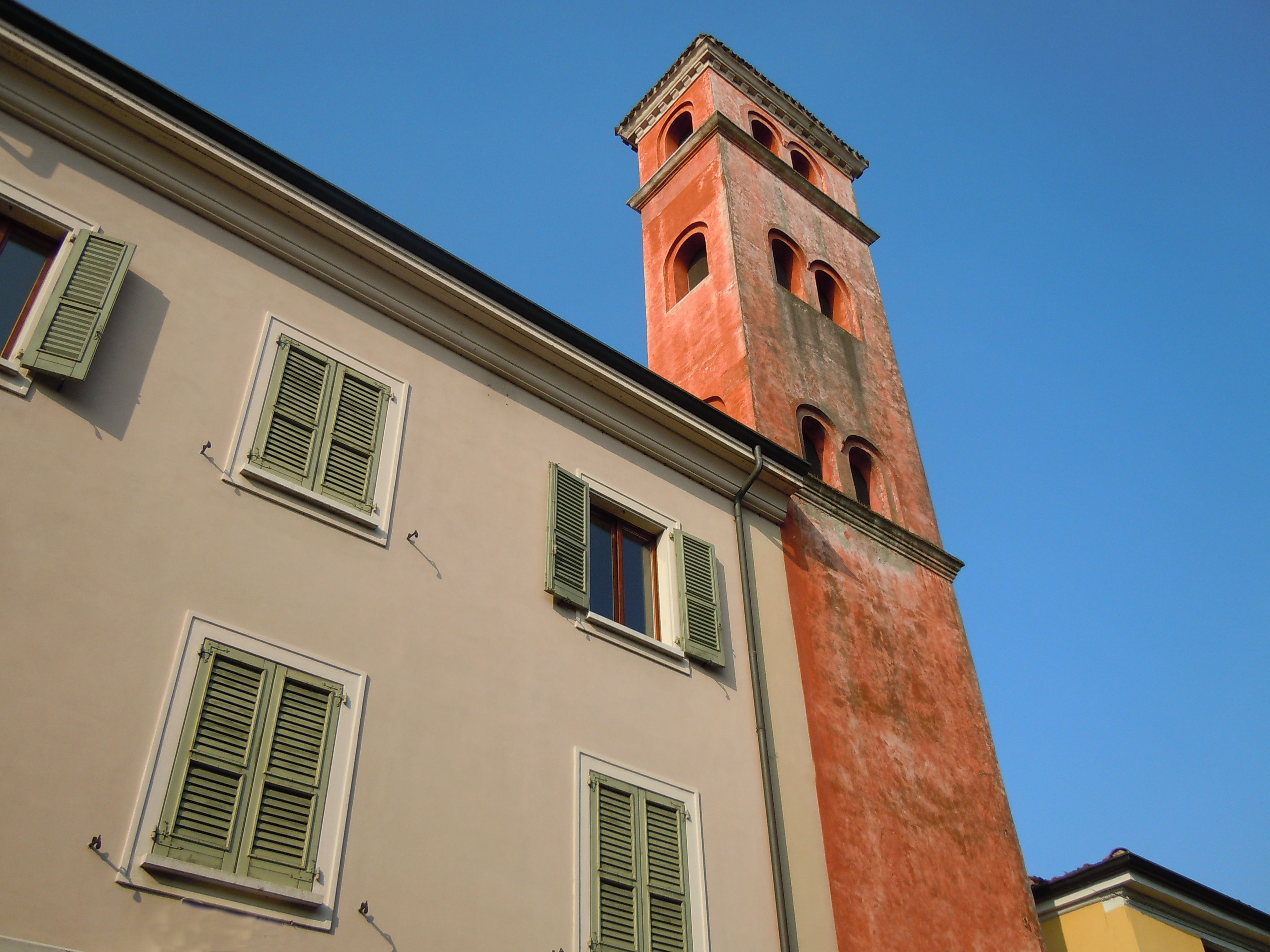
세인트마리 교회
Gambaredolo court
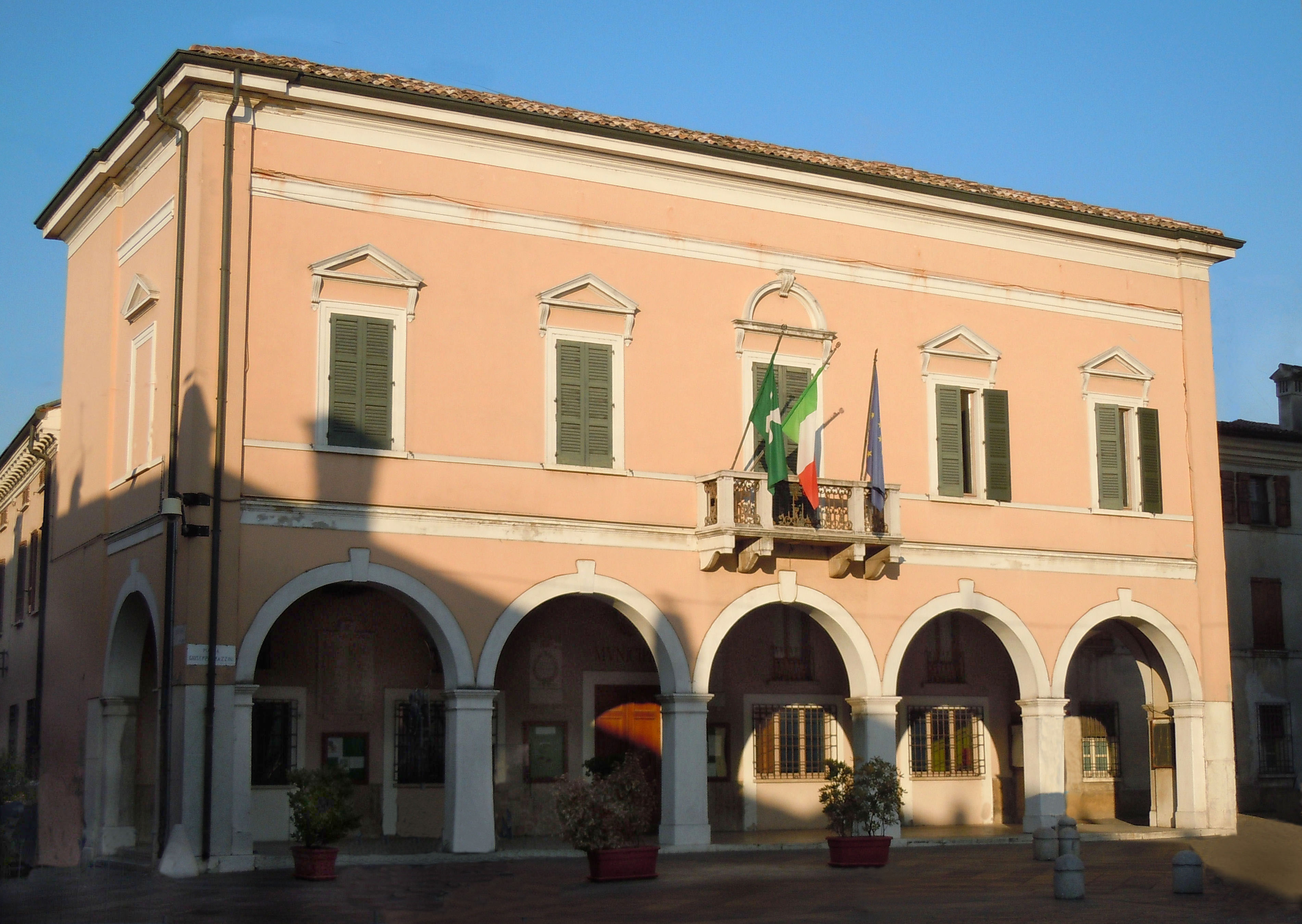
시청
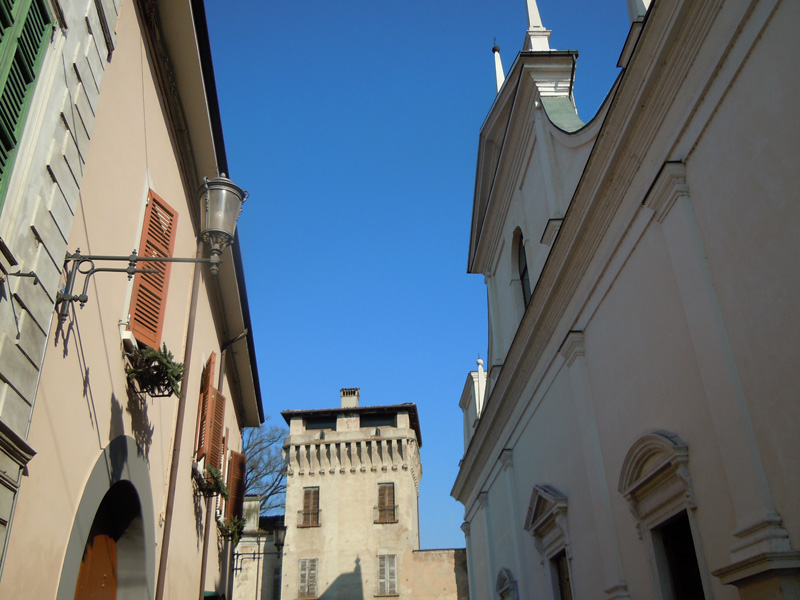
토라조탑
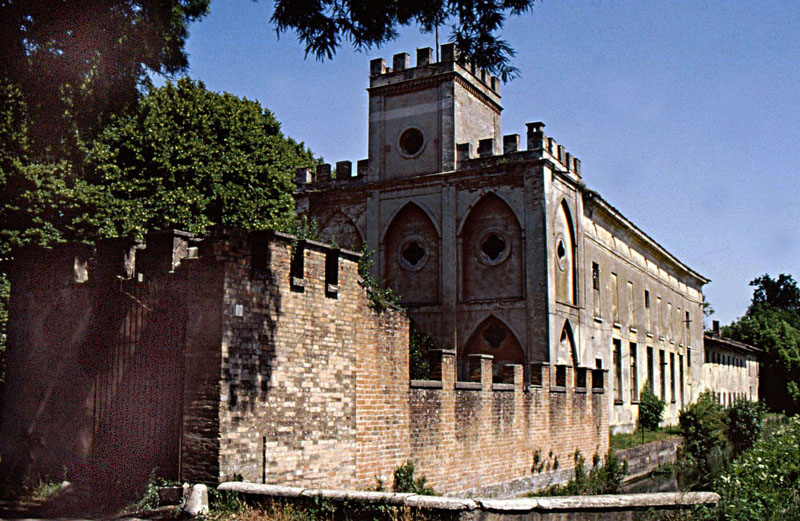
1990년의 리바 빌딩